# Fisòstoms
Els fisòstoms (Physostomi) són un grup de peixos, sense valor taxonòmic, en els quals la bufeta natatòria està proveïda d'un conducte, i les aletes ventrals, quan estan presents, són abdominals. Inclou els salmons, truites, carpes, peixos gat i altres.

## Famílies
- Salmonidae
- Percopsidae
- Galaxidae
- Mormyridae
- Gymnarchidae
- Esocidae
- Umbridae
- Scombresocidae
- Cyprinodontae